# Chocim (województwo wielkopolskie)
Chocim – wieś w Polsce położona w województwie wielkopolskim, w powiecie tureckim, w gminie Kawęczyn.
Miejscowość położona jest około 7 km na południe od Kawęczyna, ciągnąc się na zachód od szosy biegnącej w kierunku Goszczanowa i Błaszek.
W latach 1975–1998 miejscowość administracyjnie należała do województwa konińskiego.

## Dworek
We wsi stoi XIX-wieczny dworek. W elewacji frontowej, od strony wschodniej, mieści się ryzalit zwieńczony trójkątnym szczytem oraz balkon wsparty na dwóch kolumnach. Do budynku przylega trzyosiowe skrzydło.